# Gulussa
Gulussa  ((latina: Gulussa, in greco:  Γολόσσης o  Γολοσσῆς); fl. II secolo a.C.) è stato un re numida, al tempo della Terza guerra punica.

## Biografia
Era figlio secondogenito di Massinissa e fratello di Micipsa e di Mastanabale.
Viene menzionato una prima volta nel 172 a.C. poiché fu inviato dal padre a Roma per rispondere davanti al Senato delle lamentele dell'ambasciatore cartaginese. Le risposte probabilmente non furono molto soddisfacenti, dato che il Senato decise di procedere con una indagine più approfondita. 
È nuovamente presente l'anno successivo a Roma, per presentare al Senato quali e quante forze Masinissa era pronto a fornire per la guerra con la Macedonia; nel contempo allertò i Romani contro la perfidia dei Cartaginesi, i quali stavano preparando una grande flotta, come affermato da Gulussa, apparentemente per aiutare il popolo romano, ma con la vera intenzione di usarla al momento giusto e a favore della parte a loro più conveniente. Successivamente è a Cartagine, sempre come ambasciatore del padre Massinissa, per richiedere il ritorno in patria di quelli che erano stati esiliati perché favorevoli ai numidi.
Dopo la morte di Massinissa (149 a.C.), Publio Cornelio Scipione Emiliano fece spartire le prerogative regali fra i tre fratelli, assegnando a Gulussa il controllo dell'esercito, perché, come ricorda Appiano, era un valente generale. Durante la terza guerra punica, scoppiata lo stesso anno, Gulussa si affiancò all'esercito romano e sembra che si comportò bene. Nel 148 a.C. è presente all'assedio di Cartagine e fece anche da mediatore tra Scipione ed Asdrubale, il comandante cartaginese, anche se i risultati furono scarsi.
Gulussa ed il fratello Mastanabale morirono di malattia, forse una epidemia, verso il 145 a.C., lasciando il regno al solo Micipsa.
Di Gulussa è noto un figlio di nome Massiva.